# Elezioni parlamentari in Libia del 2014
Le elezioni parlamentari in Libia del 2014 si tennero il 25 giugno per l'elezione della Camera dei rappresentanti,, che aveva sostituito il Congresso nazionale generale eletto nel 2012.

## Contesto
Il Congresso nazionale generale (GNC) eletto nel 2012, con Nuri Busahmein presidente, si avvicinò a posizioni islamiste, votando nel dicembre 2013 per applicare una variante della Sharia. Il generale Khalifa Haftar, ex Gheddafiano, richiese in febbraio 2014 lo scioglimento del GNC, minacciando in caso contrario un intervento militare. In marzo, il GNC indisse nuove elezioni per il successivo 25 giugno, per la costituzione di un nuovo parlamento di 200 membri, la Camera dei rappresentanti, che avrebbe dovuto riunirsi a Bengasi, in Cirenaica, e non più a Tripoli; la nuova legge elettorale non consente più le liste elettorali, ma solo candidati indipendenti.
Nel maggio 2014, il generale Haftar avviò a Bengasi un'offensiva militare contro le milizie islamiste, l'Operazione Dignità, che il primo ministro Abdullah al-Thani denunciò essere un tentativo di colpo di Stato; due giorni dopo le milizie di Zintan alleate con Haftar attaccarono la sede del GNC a Tripoli, forzandone lo scioglimento. Le nuove elezioni si svolsero quindi in un clima teso e non libero.
A causa delle violenze, lo scrutinio fu caratterizzato da una bassa partecipazione, pari a circa il 18 % del corpo elettorale (circa 630.000 persone); inoltre alcuni seggi rimasero chiusi, e soltanto 188 dei 200 seggi poterono essere assegnati.

## Risultati
I risultati elettorali furono annunciati il 21 luglio:
| Categoria                   | Voti      | %    | Seggi |
| --------------------------- | --------- | ---- | ----- |
| Indipendenti                | 630 000   | 100  | 188   |
| Non assegnati               | -         | -    | 12    |
| Totale                      | 630 000   | 100  | 200   |
| Iscritti/Partecipazione     | 1 509 218 | 41,7 |       |
| Elettori potenziali (stima) | 3 400 000 | -    |       |

I deputati islamisti, predominanti nel precedente parlamento, risultarono notevolmente ridotti..

## Conseguenze
La sede designata della Camera dei rappresentanti era Bengasi, principale centro della Cirenaica; tuttavia a causa dei combattimenti in corso, questa fu spostata a Tobruch, un'altra città della Cirenaica sotto controllo del generale Haftar. La maggioranza dei deputati eletti, 153 su 188, si riunì il 4 agosto in tale città, ma una minoranza, di orientamento islamista, decise di boicottare la nuova Camera continuando a riunirsi a Tripoli, e considerando il CNG come non disciolto.
Essi si avvalsero dell'appoggio di milizie islamiste di Tripoli e Misurata, che con l'Operazione Alba Libica ripresero il controllo di Tripoli alle milizie di Zintan alleate di Haftar. Il 25 agosto, a tali 30 deputati eletti si unirono i deputati islamisti del vecchio GNC non rieletti alle nuove elezioni, formando a Tripoli il cosiddetto Nuovo Congresso nazionale generale di 94 membri, presieduto ancora da Nuri Busahmein, e nominando un Governo di salvezza nazionale, islamista, con premier Omar al-Hasi.
La Camera dei rappresentanti, invece, riconfermò il premier Abdullah al-Thani, che si trasferì dunque a Tobruch sotto il controllo del generale Haftar.
Il 6 novembre 2014, la Corte suprema di Tripoli dichiarò illegittima la Camera dei rappresentanti, ordinandone lo scioglimento, ma la Camera dei rappresentanti, che aveva intanto ottenuto l'appoggio della comunità internazionale, rifiutò di riconoscere validità a tale sentenza .